# Tokpa-Domè
Tokpa-Domè är ett arrondissement i kommunen Kpomassè i Benin. Den hade 8 930 invånare år 2002.